# ماتياس هيلفيريش
ماتياس هيلفيريش (بالألمانية: Matthias Helferich) هو سياسي ألماني من مواليد 14 أكتوبر 1988 وعضو في حزب البديل من أجل ألمانيا. وهو عضو بلا مجموعة في البوندستاغ منذ عام 2021.